# Al-Yarmouk SC
El Al-Yarmouk SC es un equipo de fútbol de Kuwait que juega en la División Uno de Kuwait, la segunda categoría nacional.

## Historia
Fue fundado el 28 de febrero de 1965 en la Isla Failaka por iniciativa de un grupo de futbolistas locales, siendo el primer equipo de fútbol establecido fuera del territorio principal de Kuwait. El club fue inscrito en la Asociación de Fútbol de Kuwait una semana después y el nombre del club se basó en la batalla de Yarmuk realizada cerca del río Yarmuk entre la frontera con Jordania y Siria.
Debido a la Guerra del Golfo en los años 1990 el club se vio forzado a mudarse a la ciudad de Mishref luego de que la Isla Failaka quedara destruida. Cuenta también con una sección de fútbol sala que ha sido campeón nacional.

## Palmarés
- Kuwait Emir Cup: 2

1970, 1973
- Kuwaiti Division One: 3

1967–68, 1988–89, 2018–19
- Kuwait Federation Cup: 1

2002–03
- Kuwait Joint League: 2

1972–73, 1973–74